# 党委书记和校长列入中央管理的高校
党委书记和校长列入中央管理的高校，简称中管高校，俗称“副部级高校”“副部级大学”，为中华人民共和国中央部属高校中31所普通高等学校的统称。中管高校的党委书记和校长高配副部长级，并列入《中共中央管理的干部职务名称表》，其任免由中共中央、国务院决定。中管高校党委、纪委由中共中央、中共中央纪委直接管理。

## 歷史

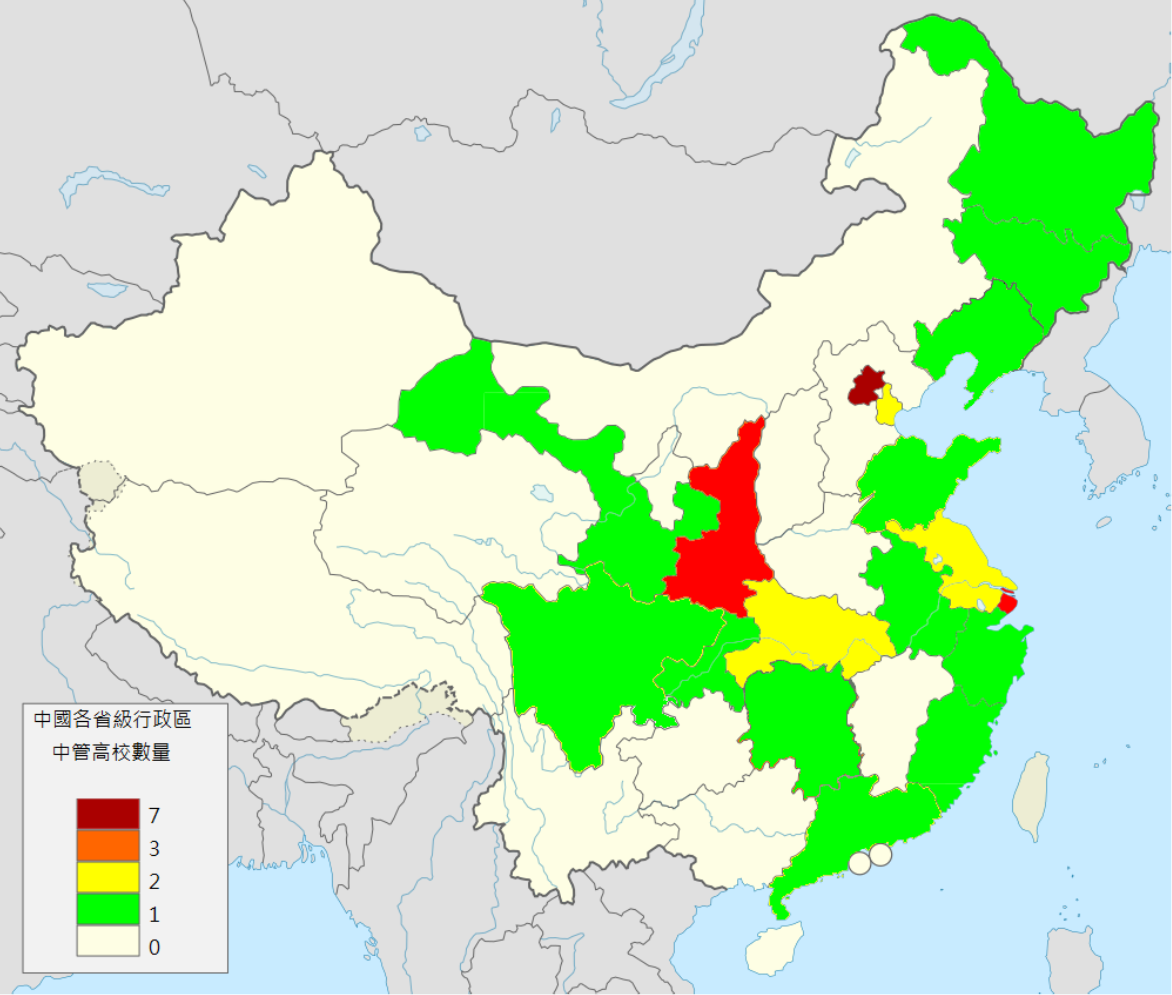
中國各省中管高校數量

1992年，中共中央指定了14所党委书记和校长列入中央管理的高校，分别是北京大学、清华大学、中国人民大学、北京师范大学、北京理工大学、北京航空航天大学、中国农业大学、北京医科大学（2000年4月3日与北京大学合并）、中国科学技术大学、复旦大学、上海交通大学、西安交通大学、哈尔滨工业大学、西北工业大学。
2000年，增加7所，分别是浙江大学、南开大学、天津大学、南京大学、武汉大学、四川大学、中山大学。
2003年12月，又增列11所，分别是吉林大学、中南大学、厦门大学、大连理工大学、山东大学、同济大学、西北农林科技大学、华中科技大学、东南大学、重庆大学、兰州大学。

## 辨析
中管高校本身为正厅局级架构，党委书记和校长的副部级需加注括号予以明确，党委副书记和副校长本身仍为副厅局级，与其他本科层次的普通高等学校相同。部分中管高校会明确排名第一的党委副书记、副校长为常务副职，高配为正厅局级。
所有中管高校均为双一流、985工程、211工程院校，但中央民族大学、东北大学、华东师范大学、中国海洋大学、湖南大学、电子科技大学、华南理工大学7所双一流、985工程、211工程高校不属于中管高校；中国人民解放军国防科技大学直属中央军事委员会，为正军级。

## 列表
| 学校名称         | 主管部门   | 所在地           | 列入年份 | 現任黨委書記 | 現任校长 |
| ---------------- | ---------- | ---------------- | -------- | ------------ | -------- |
| 北京大学         | 教育部     | 北京市           | 1992年   | 何光彩       | 龚旗煌   |
| 清华大学         | 教育部     | 北京市           | 1992年   | 邱勇         | 李路明   |
| 中国人民大学     | 教育部     | 北京市           | 1992年   | 张东刚       | 林尚立   |
| 北京师范大学     | 教育部     | 北京市           | 1992年   | 程建平       | 于吉红   |
| 中国农业大学     | 教育部     | 北京市           | 1992年   | 钟登华       | 孙其信   |
| 北京航空航天大学 | 工信部     | 北京市           | 1992年   | 赵长禄       | 王云鹏   |
| 北京理工大学     | 工信部     | 北京市           | 1992年   | 张军         | 姜澜     |
| 南开大学         | 教育部     | 天津市           | 2000年   | 杨庆山       | 陈雨露   |
| 天津大学         | 教育部     | 天津市           | 2000年   | 杨贤金       | 柴立元   |
| 大连理工大学     | 教育部     | 辽宁省大连市     | 2003年   | 项昌乐       | 贾振元   |
| 吉林大学         | 教育部     | 吉林省长春市     | 2003年   | 田辉         | 张希     |
| 哈尔滨工业大学   | 工信部     | 黑龙江省哈尔滨市 | 1992年   | 陈杰         | 韩杰才   |
| 复旦大学         | 教育部     | 上海市           | 1992年   | 裘新         | 金力     |
| 上海交通大学     | 教育部     | 上海市           | 1992年   | 杨振斌       | 丁奎岭   |
| 同济大学         | 教育部     | 上海市           | 2003年   | 郑庆华       | 杨金龙   |
| 南京大学         | 教育部     | 江苏省南京市     | 2000年   | 谭铁牛       | 谈哲敏   |
| 东南大学         | 教育部     | 江苏省南京市     | 2003年   | 邬小撑       | 孙友宏   |
| 浙江大学         | 教育部     | 浙江省杭州市     | 2000年   | 任少波       | 马琰铭   |
| 中国科学技术大学 | 中国科学院 | 安徽省合肥市     | 1992年   | 舒歌群       | 常进     |
| 厦门大学         | 教育部     | 福建省厦门市     | 2003年   | 张荣         | 張宗益   |
| 山东大学         | 教育部     | 山东省济南市     | 2003年   | 任友群       | 李术才   |
| 武汉大学         | 教育部     | 湖北省武汉市     | 2000年   | 黄泰岩       | 张平文   |
| 华中科技大学     | 教育部     | 湖北省武汉市     | 2003年   | 张广军       | 尤政     |
| 中南大学         | 教育部     | 湖南省长沙市     | 2003年   | 易红         | 李建成   |
| 中山大学         | 教育部     | 广东省广州市     | 2000年   | 朱孔军       | 高松     |
| 重庆大学         | 教育部     | 重庆市           | 2003年   | 舒立春       | 王树新   |
| 四川大学         | 教育部     | 四川省成都市     | 2000年   | 甘霖         | 汪劲松   |
| 西安交通大学     | 教育部     | 陕西省西安市     | 1992年   | 卢建军       | 张立群   |
| 西北工业大学     | 工信部     | 陕西省西安市     | 1992年   | 李言荣       | 宋保维   |
| 西北农林科技大学 | 教育部     | 陕西省杨凌区     | 2003年   | 黄思光       | 吴普特   |
| 兰州大学         | 教育部     | 甘肃省兰州市     | 2003年   | 马小洁       | 杨勇平   |